# Deštné (zámek)
Zámek Deštné je původně gotická tvrz, přestavěna na zámek v 16. století a 17. století. Dnešní vzhled dala zámku přestavba v letech 1727–1730. Je chráněn jako kulturní památka České republiky.

## Historie
První zmínka o tvrzi pochází z roku 1408, kdy olomoucký biskup potvrzuje léno na Deštné s tvrzí Zikmundovi z Bítova.
V 60. letech 18. století nechal Ondřej Renard zámek opravit. Střední část zámku byla stažena táhly, zámecké křídlo bylo podchyceno v základech a byla také opravena kaple a budovy hospodářského dvora.
Posledním soukromým majitelem zámku se stal v roce 1936 Josef Mohr. V roce 1945 byl zámek jako německý majetek na základě Benešových dekretů znárodněn a od roku 1951 jej spravovaly Československé státní statky.
Od roku 1974 je zámek v havarijním stavu. V roce 1977 se zřítilo západní křídlo zámku. O dvacet let později zakoupili objekt bratři Karel a Jan Trlicovi, kteří zajistili statické zajištění objektu.